# Esmareds kapell
Esmareds kapell är en kyrkobyggnad i byn Esmared öster om Simlångsdalen i Halmstads kommun. Den tillhör sedan 2013 Snöstorps församling (tidigare Breareds församling) i Göteborgs stift. 

## Kyrkobyggnad
Kapellet uppfördes 1913 i Hallands östra del efter ritningar av kyrkoherde Richard Conricus och invigdes i november samma år. Byggnaden består av en kyrksal med smalare rakavslutat kor, sammanbyggd i vinkel med ett skolhus. Kapellet är utvändigt klädd med ljusmålad träpanel. Över altaret i kyrksalen finns ett rundbågefönster. Kyrksalen täcks invändigt av ett tredingstak. Koret avskiljs av en rundvälvd båge.  
Vid kapellets sydvästra hörn finns en klockstapel som uppfördes 1999 och invigdes av dåvarande kyrkoherden Krister Nordin. Stapeln har valvbågar i alla riktningar med släta foder och släta hörnfoder. I övrigt är väggarna klädda med ljust gulmålad fjällpanel. Klockstapeln bekostades av skänkta medel och klockan göts av Skånska klockgjuteriet i Hammenhög. 
Kapellet är inrymt i en före detta skolbyggnad av trä som flyttades från Torpa i Småland till sin nuvarande plats 1890. Byggnaden användes först enbart som skola men tillbyggdes 1913 med en kapelldel. Den 9 juni 1956 hölls den sista examensdagen i Esmareds skola som därmed lades ner. Esmaredsområdet överfördes 1959 till Breareds församling efter att tidigare ha tillhört Tönnersjö församling.
År 1972 slogs kyrksal och skolsal samman. Man fick vid detta tillfälle också överta bänkinredning från Martin Luthers gamla kyrka i Halmstad. De ursprungliga bänkarna kom att förvaras i ett uthus. Interiören och inredningen präglas i huvudsak av byggnadstiden 1913. Delar av inredningen ritades av Conricus, däribland predikstolen och dopfunten. Kyrkorummet har vitmålade väggar. Det smalare koret avdelas från kyrkorummet med en valvbåge dekorerad med ett bibelspråk. Altarprydnaden utgörs av en glasmålning i korets östvägg. Invid den bakre väggen står dels den gamla skolorgeln, dels en orgel inlånad från Breareds kyrka.
År 2017 genomfördes ytterligare en renovering då kyrksalen fick nytt furugolv, väggar och tak målades och de gamla bänkarna återfick nymålade sina platser.

## Galleri

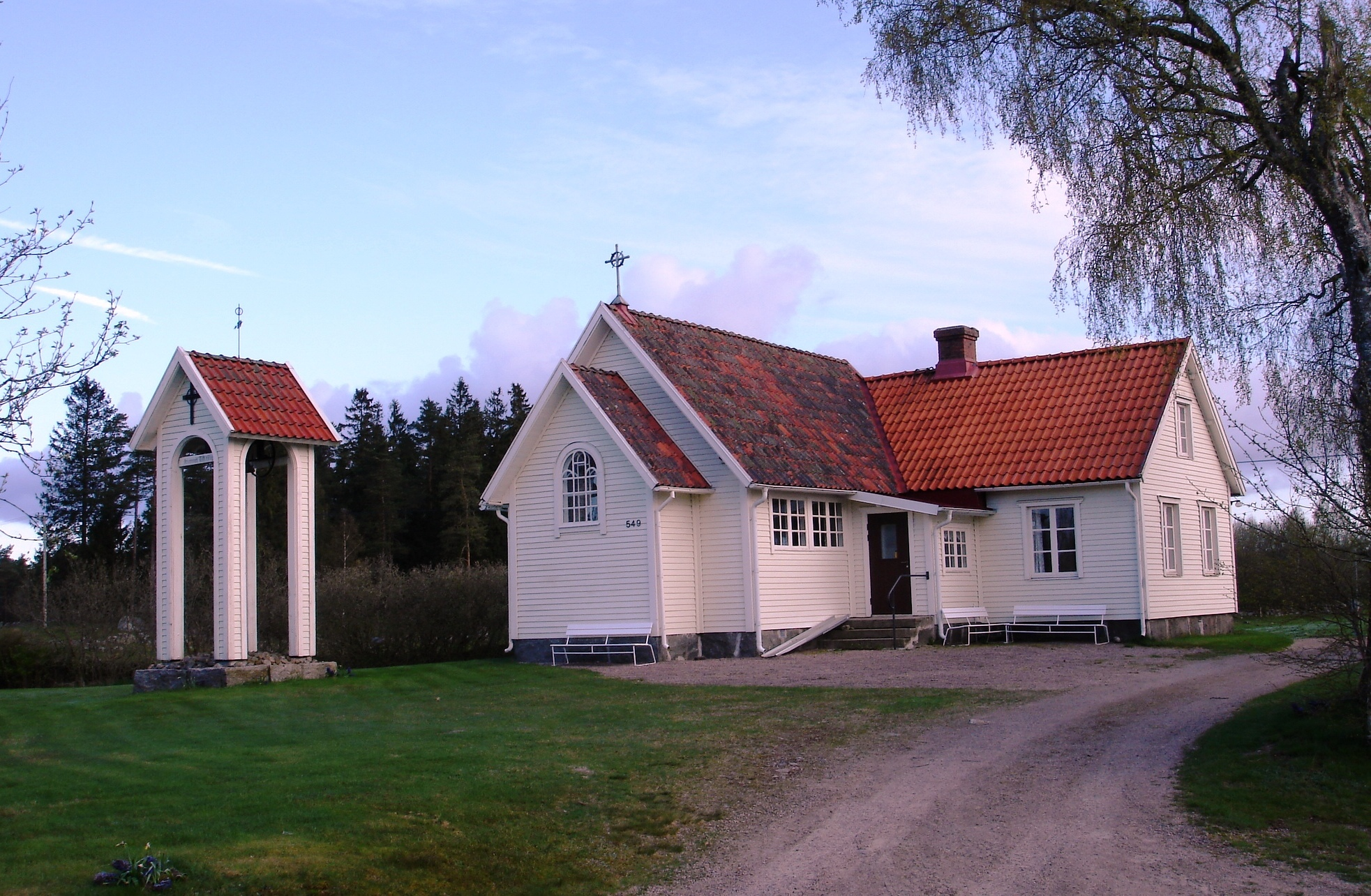
Exteriör
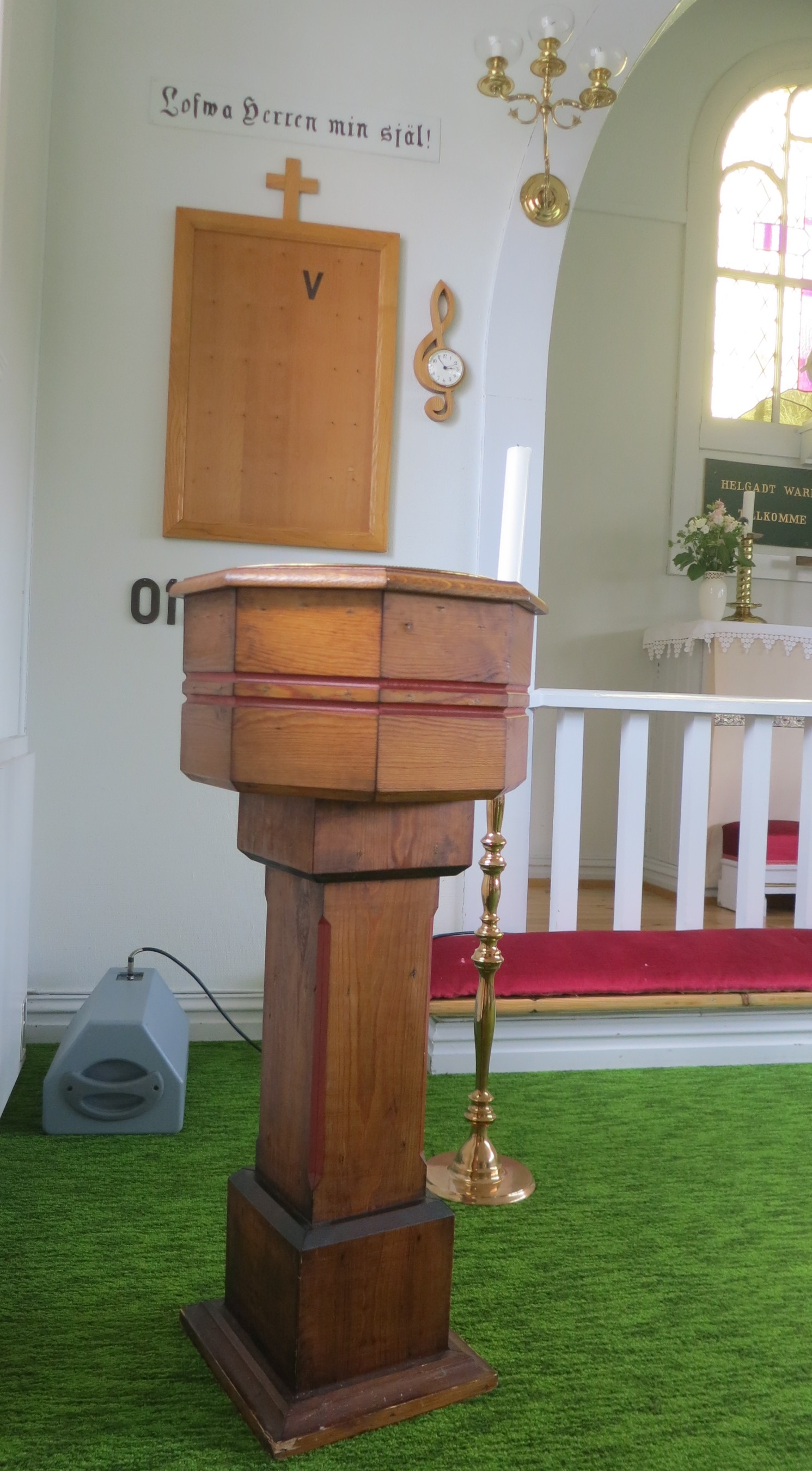
Dopfunt och dopskål